# Ostoja Dzikiej Zwierzyny Mlilwane
Ostoja Dzikiej Zwierzyny Mlilwane, także: Mlilwane Nature Reserve (ang. Mlilwane Wildlife Sanctuary) – prywatny rezerwat dla dzikich zwierząt w centralnym Eswatini założony przez Teda Reilly’ego na terenie jego rodzinnego gospodarstwa w 1960.
Rezerwat jest zarządzany przez organizację Big Game Parks.

## Historia
Założyciel parku, Ted Reilly, powrócił do rodzinnego Mlilwane w 1959 roku w wieku 21 lat po dziesięciu latach pobierania nauki w RPA i zauważył, że zniknęło większość dzikich zwierząt, które znał ze swojego dzieciństwa, więc zainicjował ochronę przyrody w Eswatini. Nie uzyskał wsparcia od władz kolonialnych ani od lokalnych rolników, więc założył prywatny rezerwat na terenie swojego rodzinnego gospodarstwa o powierzchni 1200 akrów (ok. 486 ha) po uzyskaniu zgody rodziny już w roku 1960.
Teren został powiększony w roku 1978 i 1999/2000.

## Fauna

### Ssaki

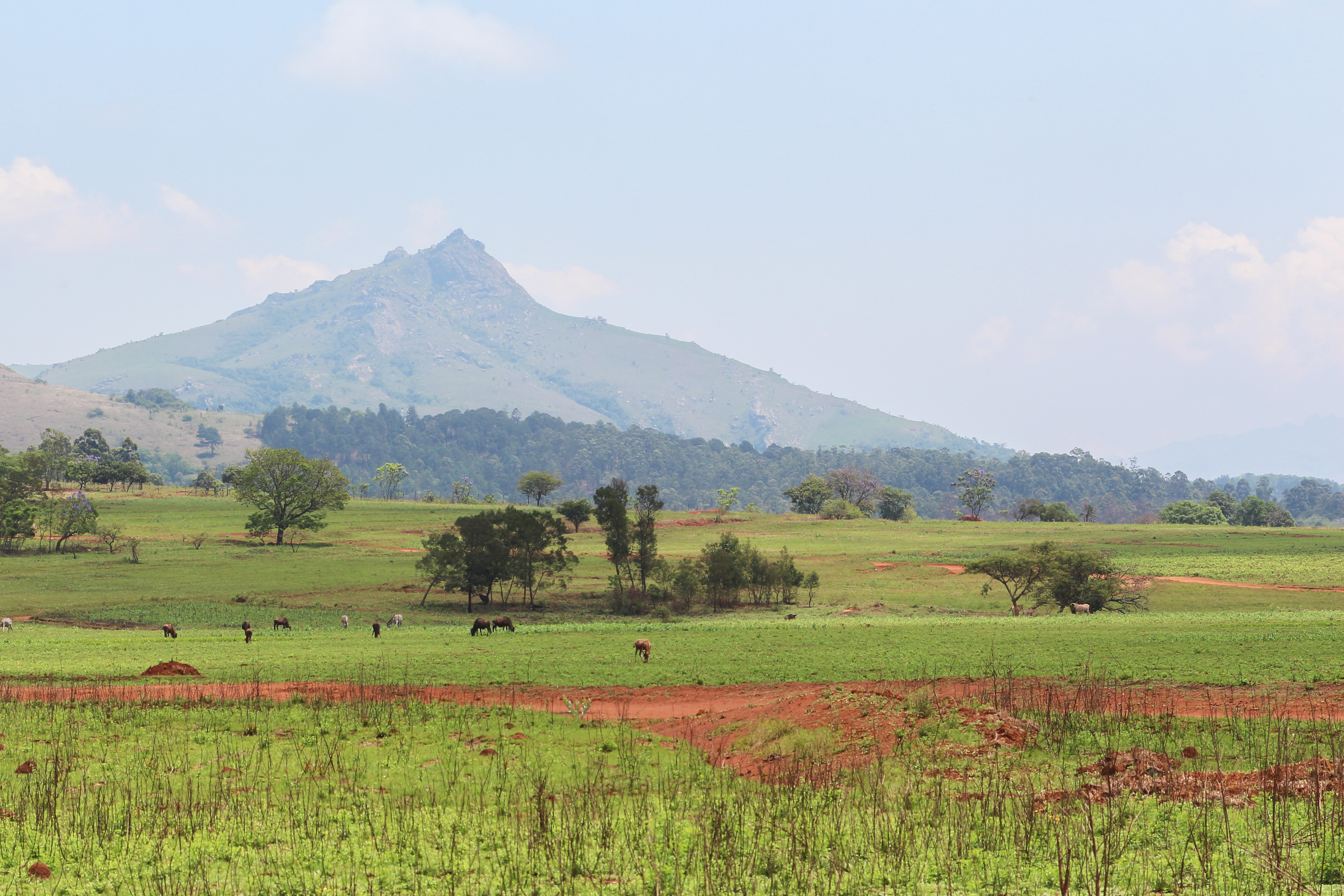
Widok z Mlilwane na górę

Na terenie rezerwatu spotkać można m.in.:
- hipopotamy,
- zebry,
- gnu pręgowane,
- kudu wielkie,
- niale,
- impale zwyczajne,
- sasebi zuluskie,
- ridboki,
- guźce,
- grymy szare,
- trzy gatunki mangustowatych.

Rzadko obserwowane, ale obecne są także m.in.:
- lamparty,
- mrówniki afrykańskie,
- żenety,
- jeżozwierze,
- ratele miodożerne.

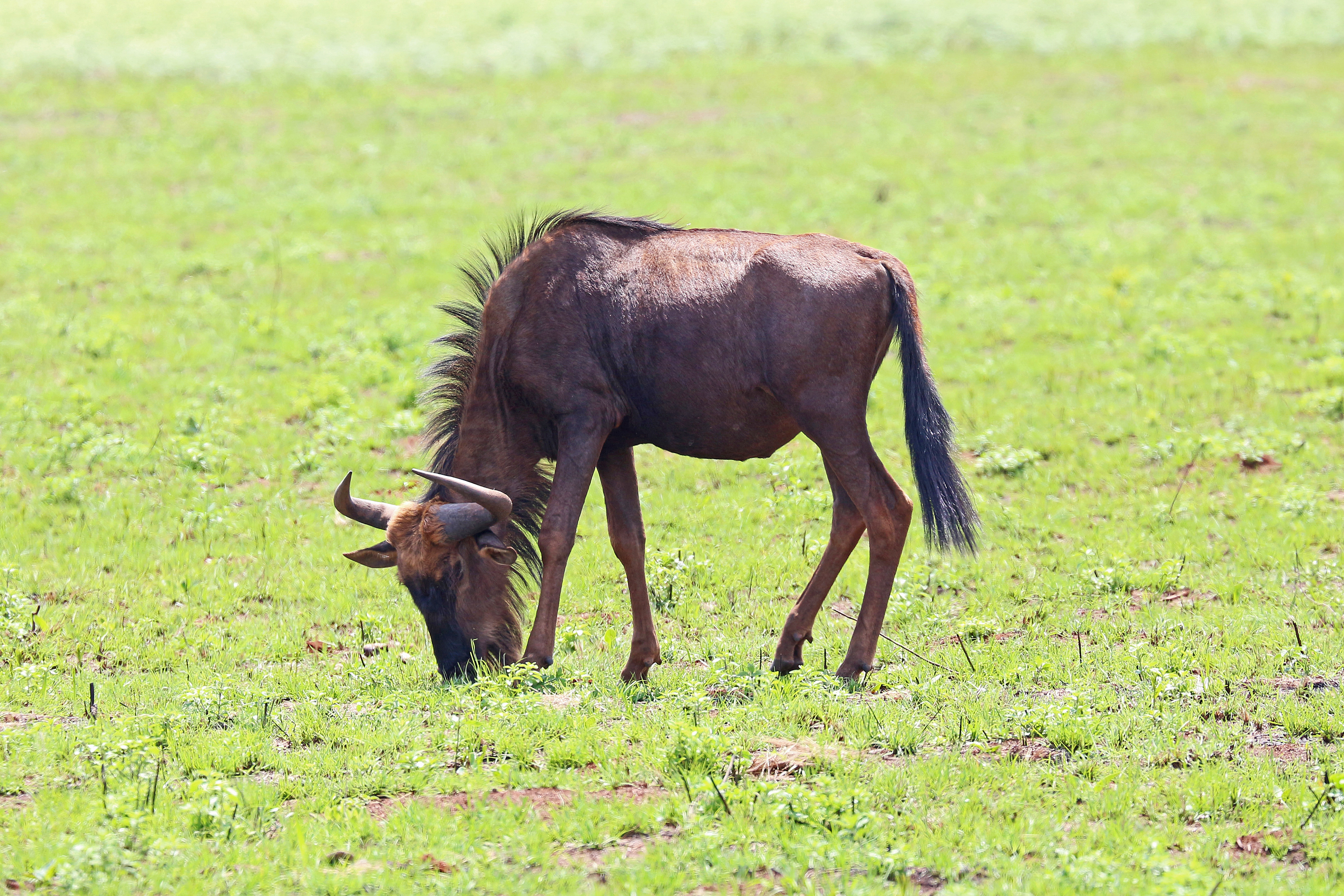
Gnu pręgowane
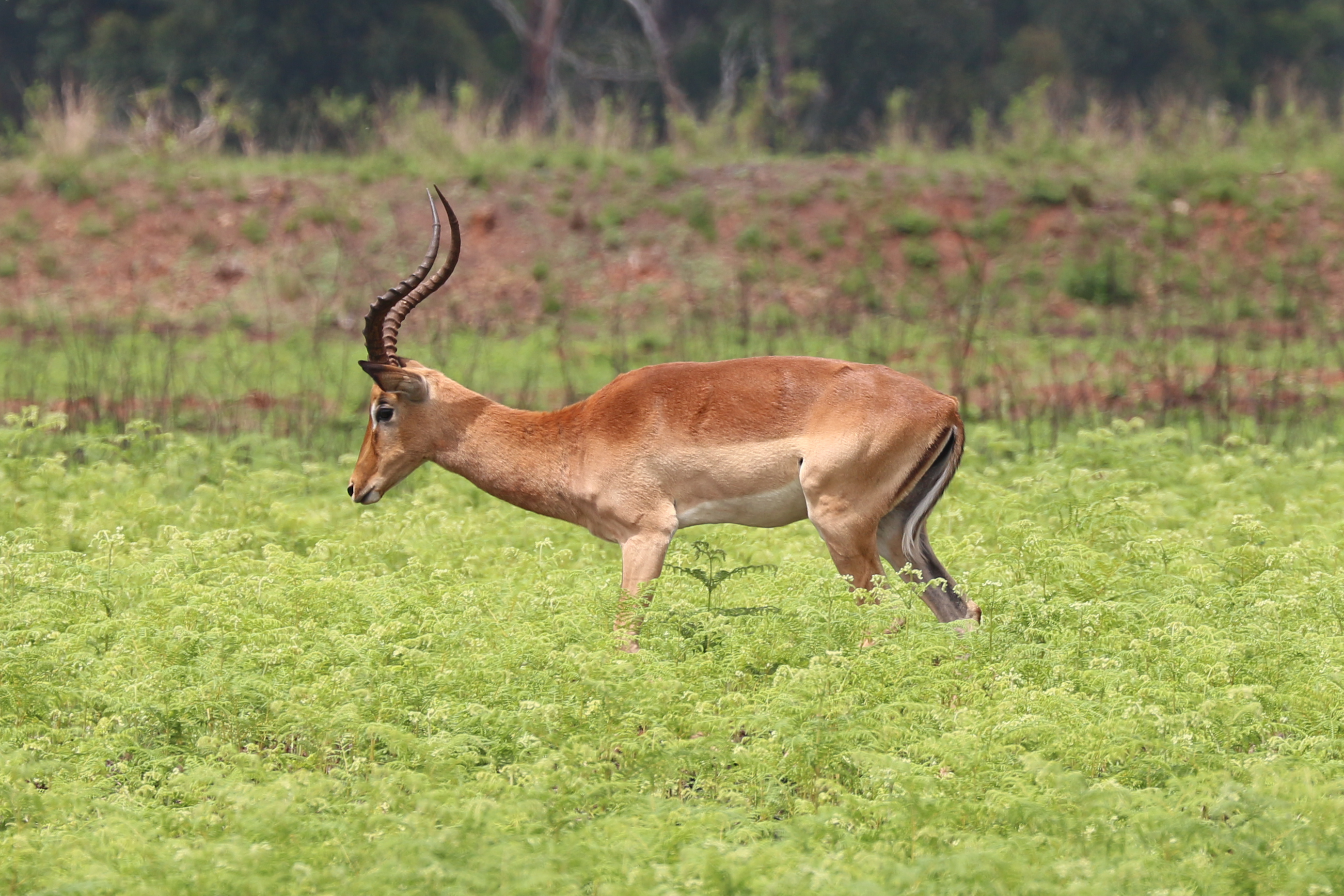
Impala
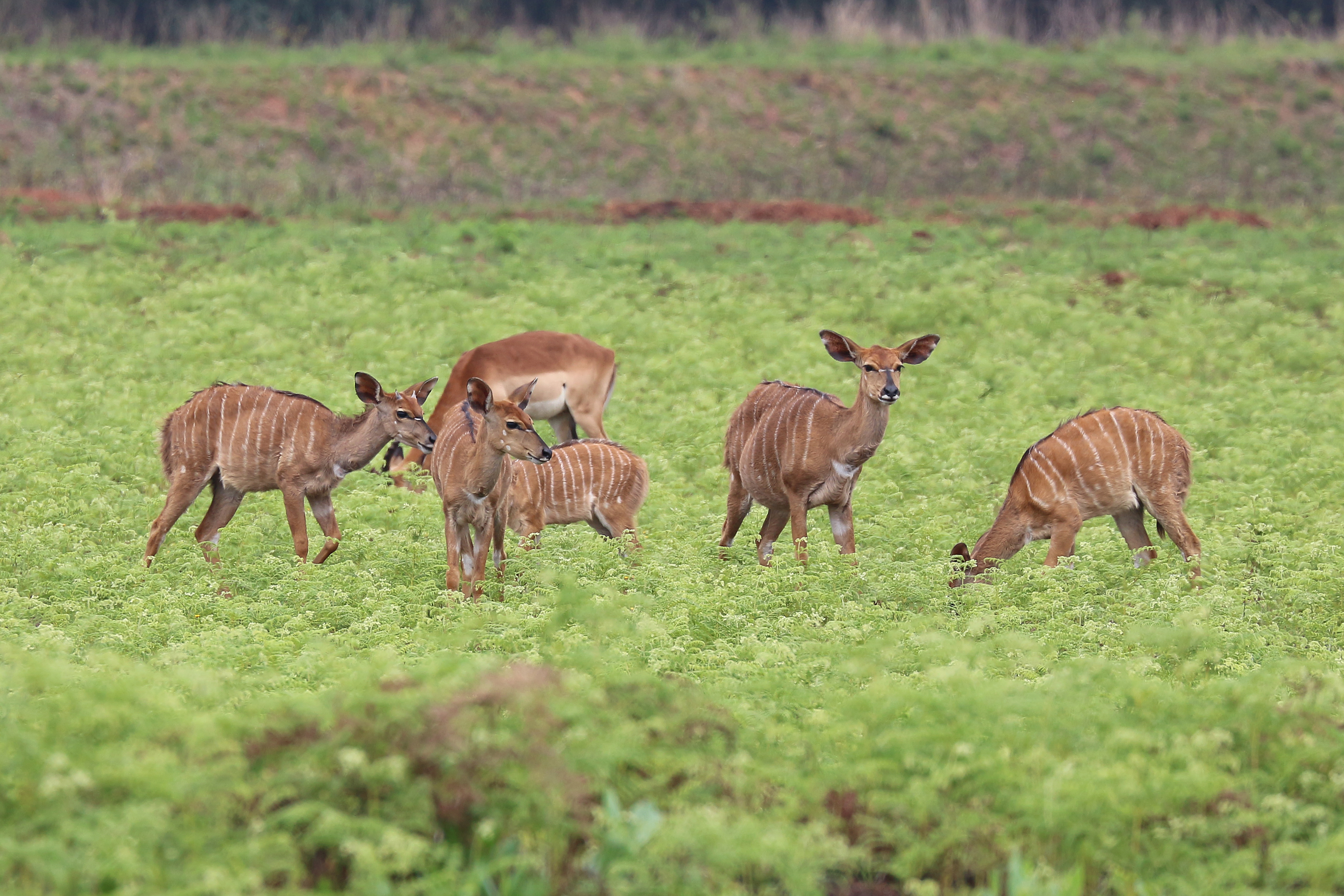
Stado nial
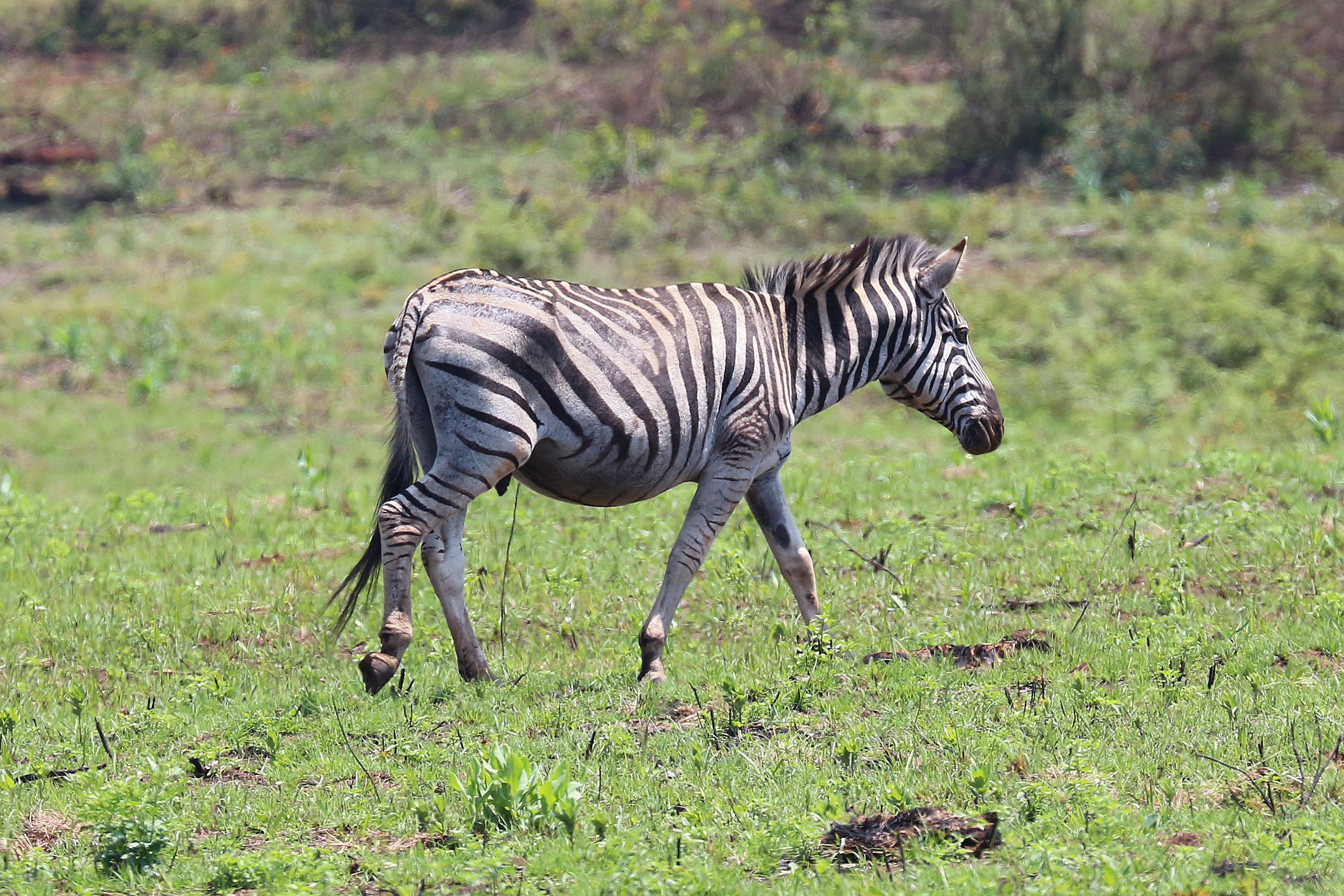
Zebra

### Ptaki
Na terenie Mlilwane występują m.in.:
- treron krasnonosy,
- czajka płowa,
- łowiec brązowogłowy,
- trznadel złotobrzuchy,
- turak rdzawy (narodowy ptak Eswatini[11]).

Rezerwat oferuje dobre warunki do obserwowania ponad 240 gatunków ptaków.

### Gady
Na obszarze ostoi obecne są krokodyle.

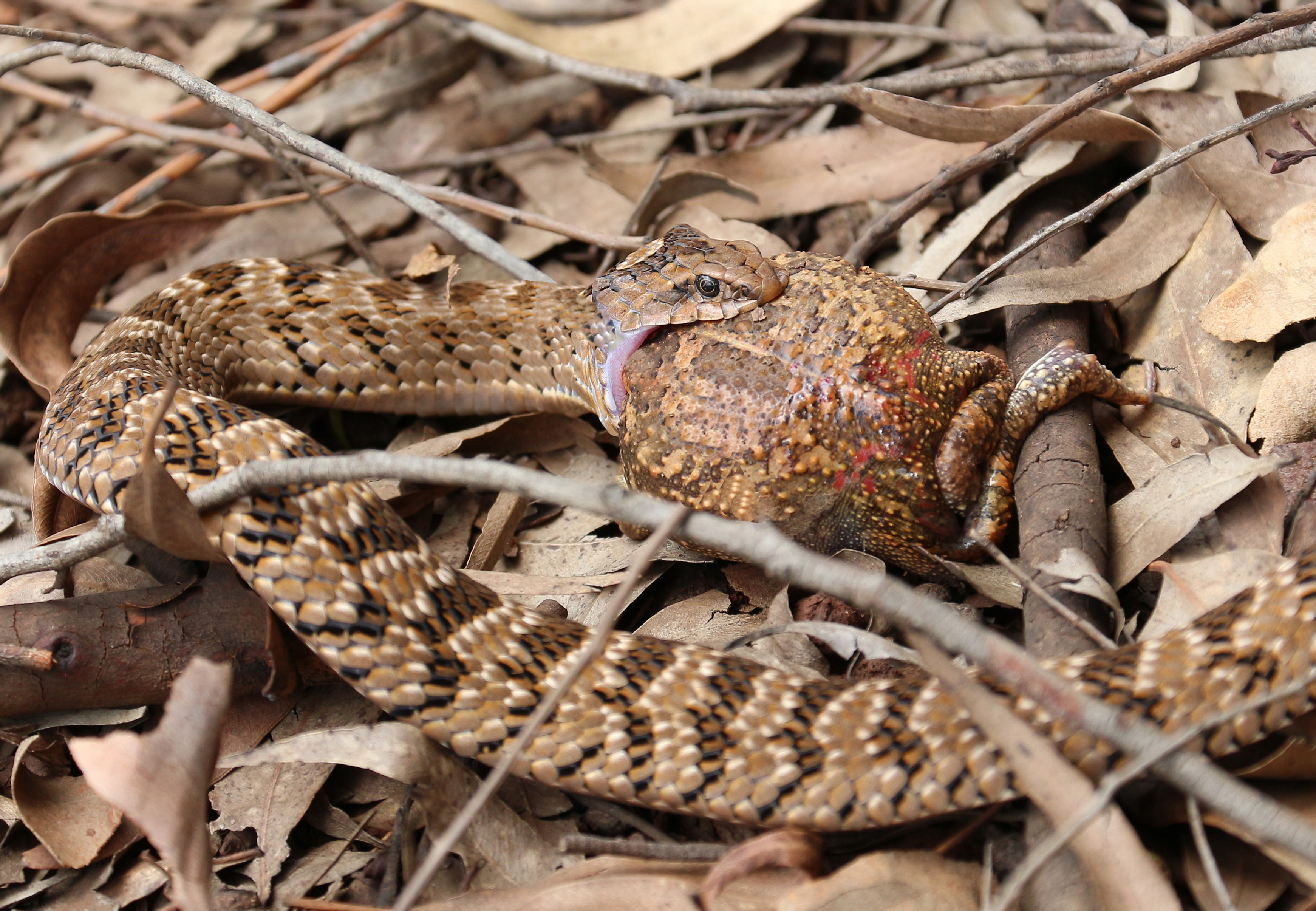
Causus rhombeatus – gatunek żmii
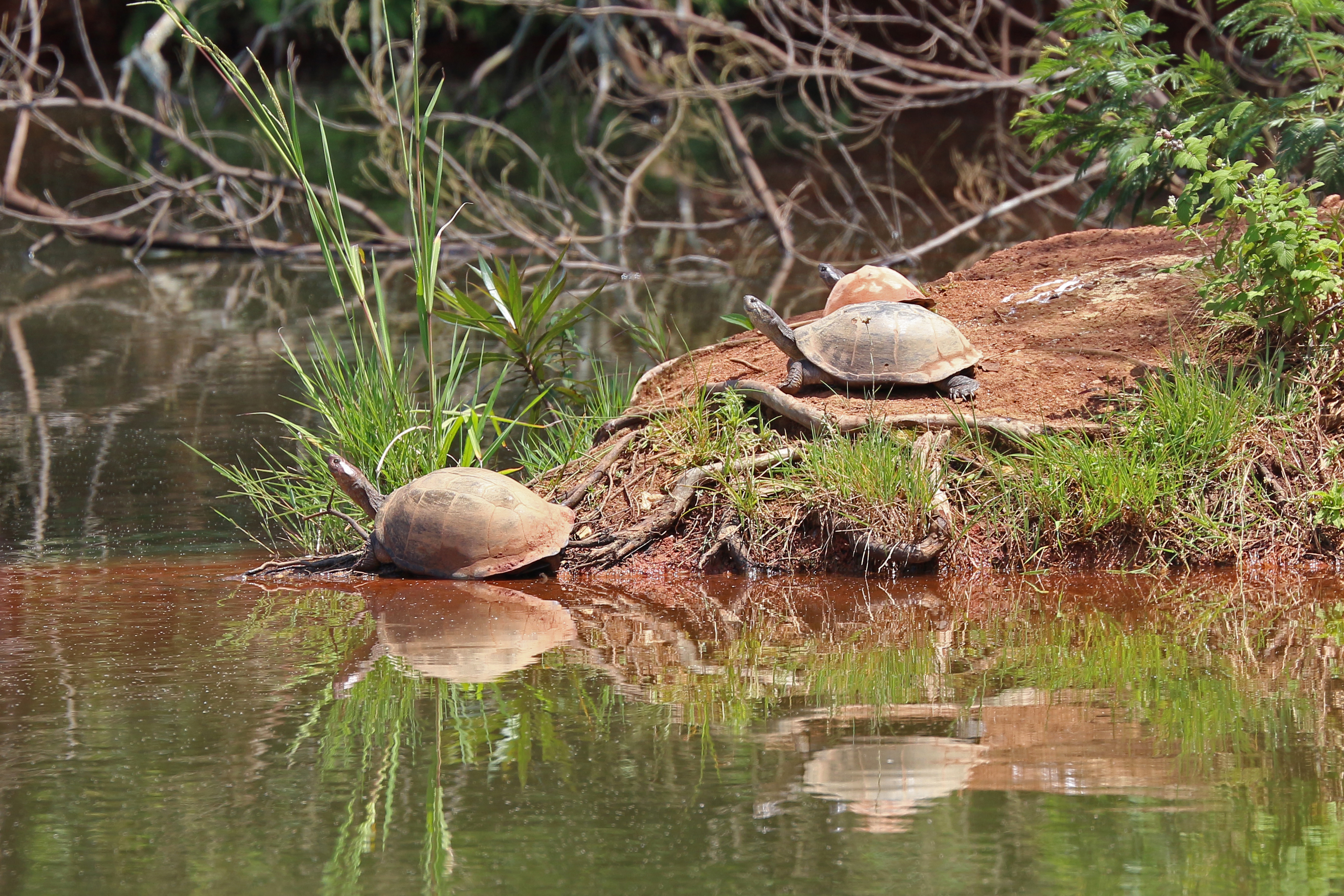
Żółwie

## Turystyka
Rezerwat jest atrakcyjny turystycznie, organizowane lub umożliwiane są takie aktywności jak np.:
- jazda konna,
- jazda na rowerze górskim,
- wycieczki piesze,
- wycieczki samochodowe,
- edukacja,
- pływanie w basenie,
- wycieczki z przewodnikiem.

W Mlilwane i okolicy znajduje się wiele miejsc noclegowych.
Rezerwat znajduje się 60 kilometrów od Portu Lotniczego Króla Mswatiego III. W pobliżu przebiega droga MR3 i MR18.